# Gonypetoides brevipennis
Gonypetoides brevipennis är en bönsyrseart som beskrevs av Max Beier 1942. Gonypetoides brevipennis ingår i släktet Gonypetoides och familjen Mantidae. Inga underarter finns listade i Catalogue of Life.